# Pierre Hirschinger
Pierre Hirschinger (* 29. Mai 1905 in Paris; † 7. August 1983 in Courbevoie) war ein französischer Radrennfahrer und nationaler Meister im Radsport.

## Sportliche Laufbahn
Hirschinger war im Straßenradsport aktiv. Als Amateur gewann er 1928 die Eintagesrennen Paris–Orléans, Paris–Dieppe und Paris–Provins. Zweiter wurde er in jener Saison bei Paris–Le Mans und im Prix de Saint-Denis. 1929 siegte er in der französischen Vereinsmeisterschaft, bei Paris–Épernay und im Grand Prix de la Sarthe. Zudem gewann er die Straßenmeisterschaft der Unabhängigen. 1930 wurde er Berufsfahrer im Radsportteam Génial-Lucifer. Er beendete nach der Saison seine sportliche Laufbahn.